# Kuźniczki

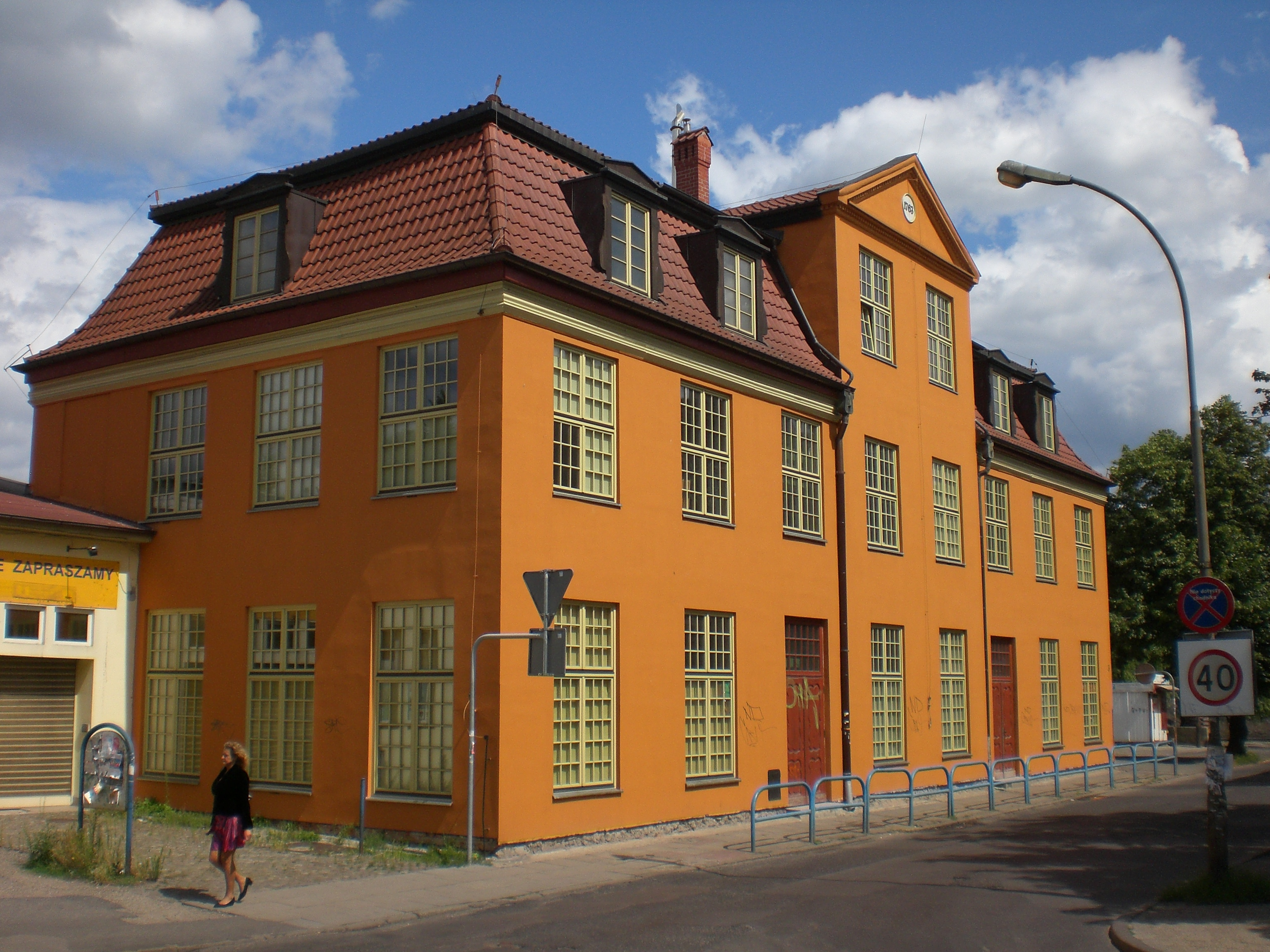
Rokokowy dwór Kuźniczki przy ul. Wajdeloty 13

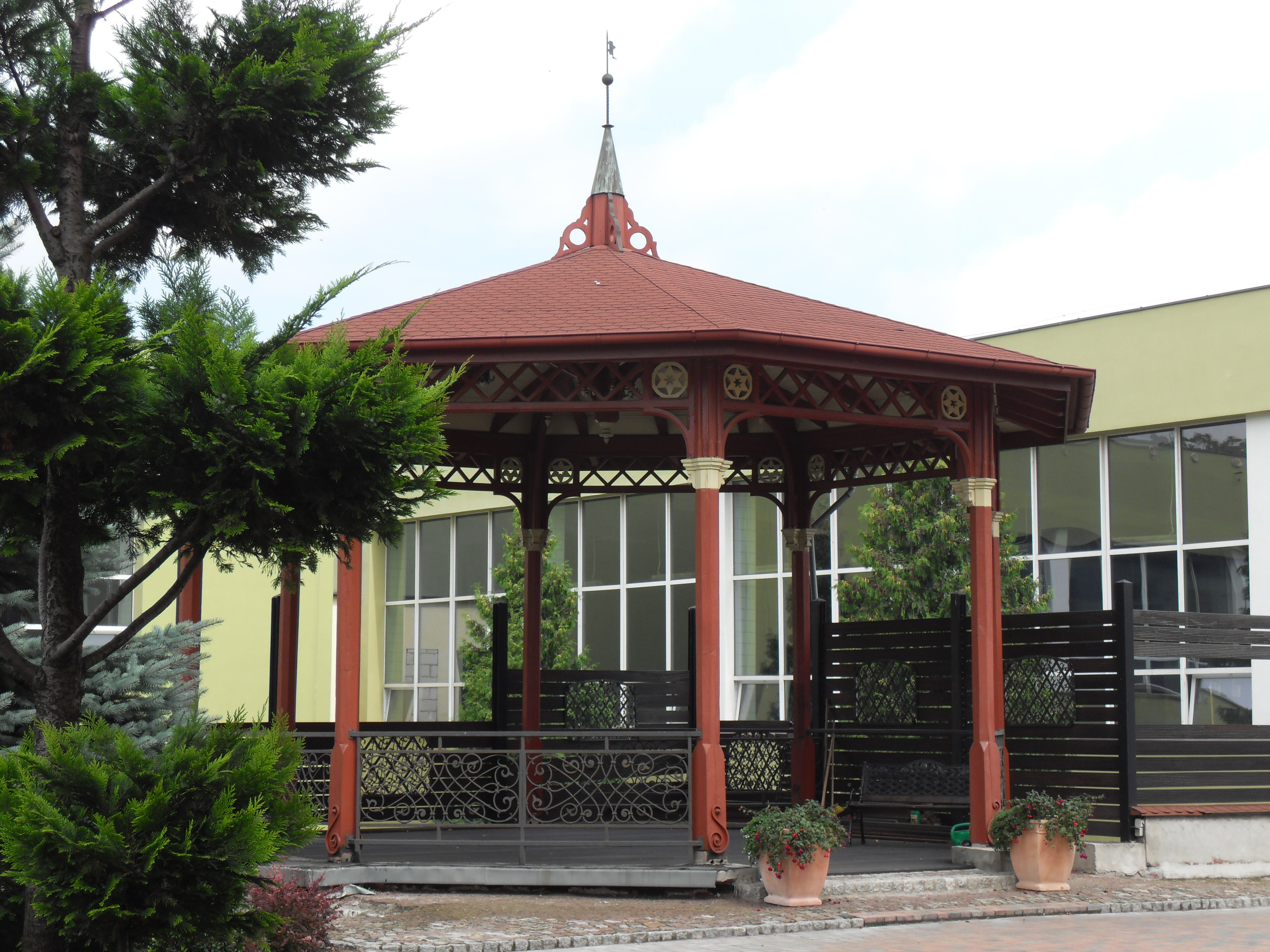
Dawna altana Parku Kuźniczki

Kuźniczki (niem. Kleinhammer) – osiedle w Gdańsku, w dzielnicy Wrzeszcz.
Kuźniczki są częścią jednostki morfogenetycznej Wrzeszcz, która została przyłączona w granice administracyjne miasta w 1814. Osiedle należy do okręgu historycznego Wrzeszcz.

## Historia
W Kuźniczkach od XVI w. mieściła się osada dworska, na którą składał się park ze stawem, ogród oraz obiekty gospodarcze. Na jej terenie mieściły się takie obiekty jak:
- Park Kuźniczki
- Dwór Kuźniczki
- Browar we Wrzeszczu
- Staw Browarny

## Położenie
Kuźniczki to część Wrzeszcza, położona po północnej stronie linii kolejowej Gdańsk Główny - Wejherowo, nad potokiem Strzyża. Osiedle leży na północno-zachodnim krańcu dzielnicy administracyjnej Wrzeszcz Dolny, graniczy z innymi dzielnicami - Wrzeszcz Górny i Zaspa-Młyniec.

## System ulic
Głównymi ulicami Kuźniczek były:

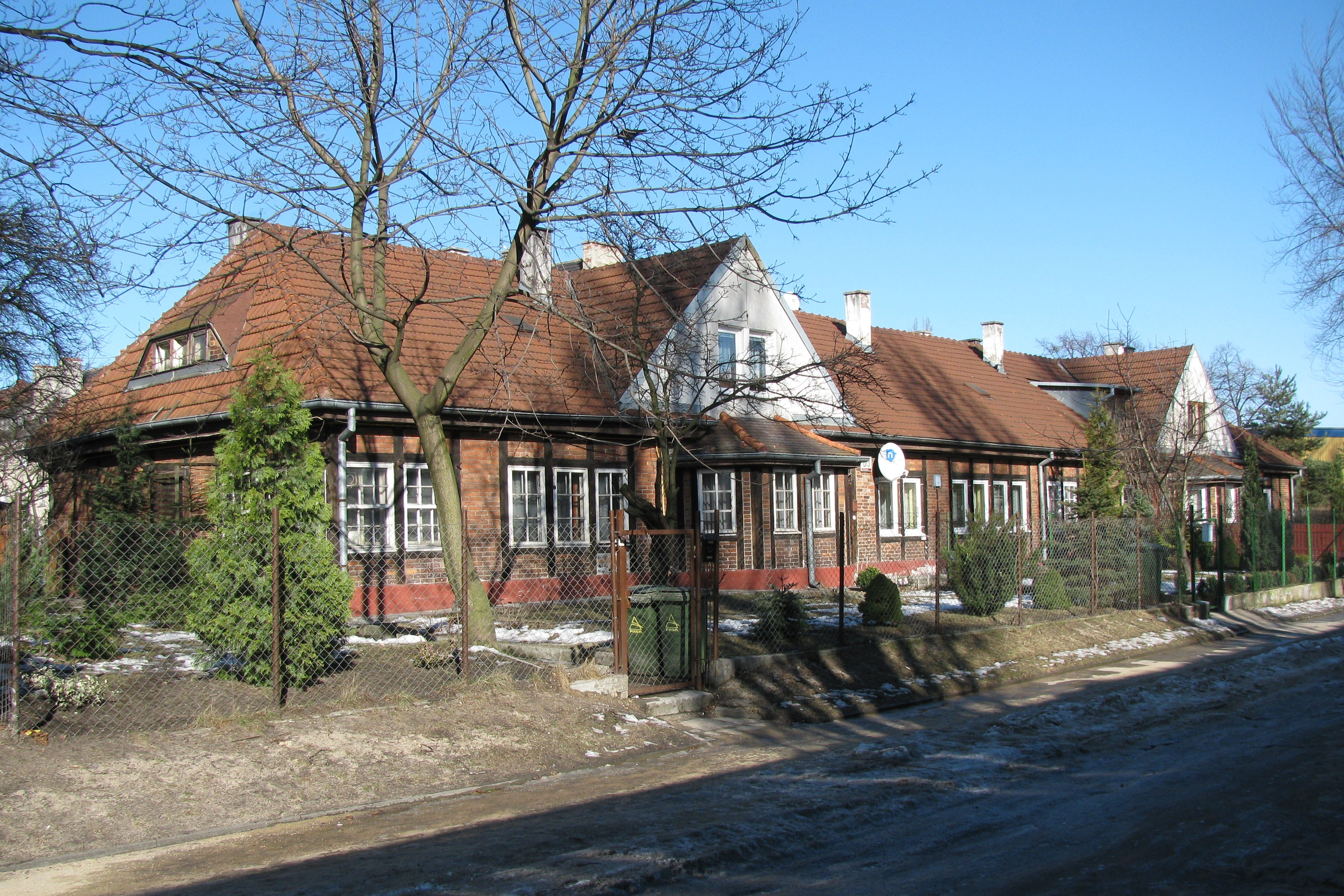
Ul. Nad Stawem

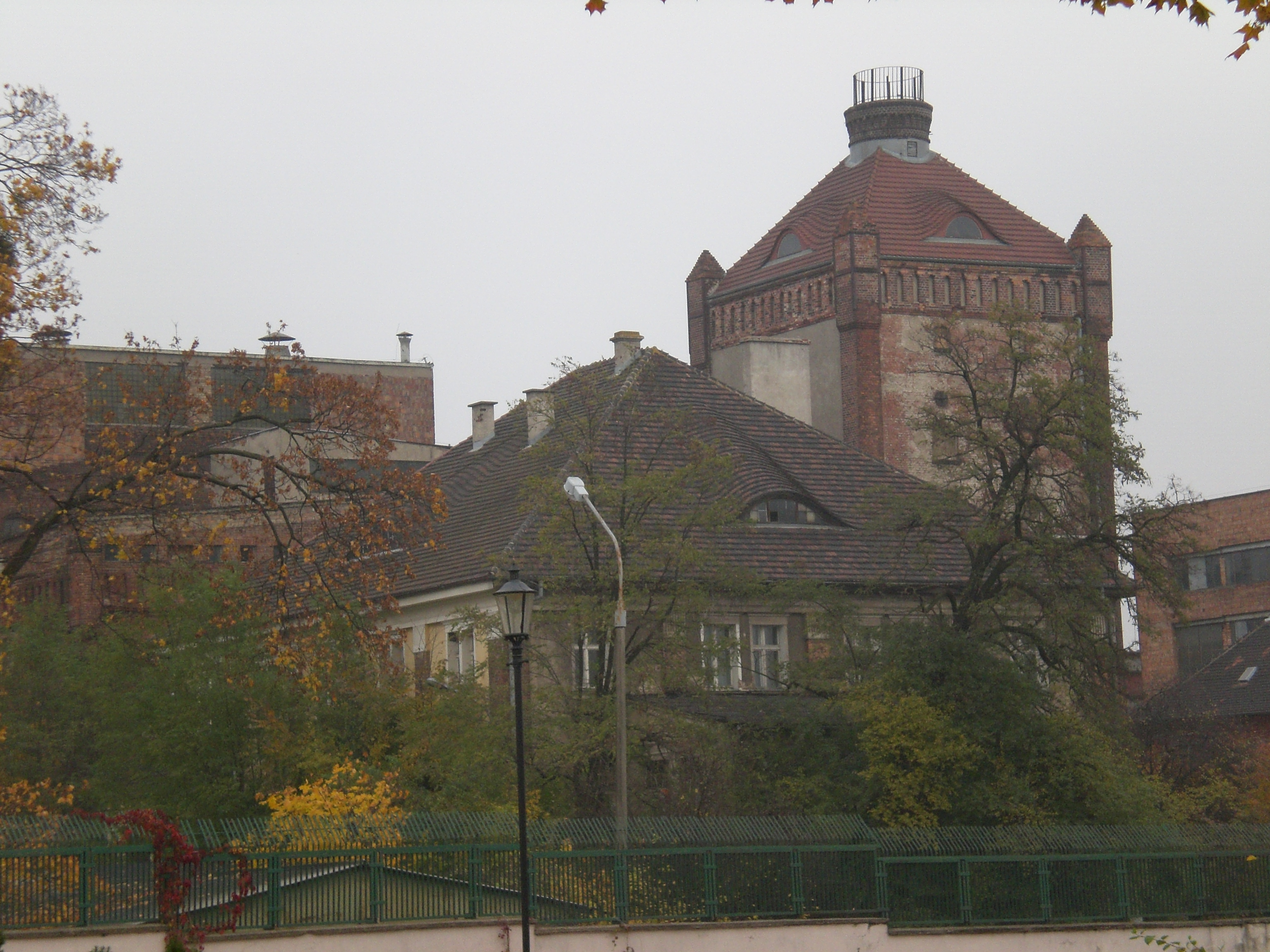
Browar we Wrzeszczu

- ul. J. Kilińskiego (niem. Kleinhammerweg)
- ul. J. Lelewela (niem. Labesweg), która obecnie sięga jedynie Placu Wybickiego
- ul. Gołębia (niem. Fröbelstraße)
- ul. Nad Stawem (niem. Am Kleinhammerteich)

Obecnie do Kuźniczek, niepoprawnie pod względem historycznym, zalicza się także fragment zabudowań wokół ul. J. Kilińskiego aż do ul. T. Kościuszki lub nawet do ul. F. Hynka.